# Locus Tijdschrift voor Cultuurwetenschappen
Locus - Tijdschrift voor Cultuurwetenschappen is een Nederlands online, open acces wetenschappelijk tijdschrift. Het tijdschrift heeft als doelstelling het delen van cultuurwetenschappelijk onderzoek op een aantrekkelijke, informatieve wijze met een groter publiek. 
Locus is de voortzetting van een papieren tijdschrift dat onder vrijwel dezelfde naam verscheen van 1998 tot 2017. De tijdschrifttitel refereert aan het begrip ‘locus’ dat in de klassieke retorica verwijst naar een vindplaats voor een argument.
De online versie werd in 2017 geïnitieerd door het wetenschapsgebied Cultuurwetenschappen van de Open Universiteit. Inhoudelijk wordt het tijdschrift gedragen door de docent-onderzoekers, promovendi en (oud-)studenten van de daaronder vallende disciplines filosofie, cultuurgeschiedenis, kunstgeschiedenis en letterkunde. Ook onderzoekers verbonden aan andere Nederlandse en buitenlandse universiteiten publiceren in Locus.
Het tijdschrift wordt geïndexeerd met abstract in de Directory of Open Access Journals.